# Президентские выборы в Сальвадоре (1967)
Президентские выборы в Сальвадоре проходили 5 марта 1967 года. В результате победу одержал кандидат Партии национального примирения Фидель Санчес Эрнандес, получивший 54,4% голосов.

## Результаты
| Кандидат                           | Партия                             | Голоса  | %     |
| ---------------------------------- | ---------------------------------- | ------- | ----- |
| Фидель Санчес Эрнандес             | Партия национального примирения    | 267 447 | 54,37 |
| Абрахам Родригес Портильо          | Христианско-демократическая партия | 106 358 | 21,62 |
| Фабио Кастильо Фигеруа             | Партия обновлённого действия       | 70 978  | 14,43 |
| Альваро Альфредо Маганья Борха     | Сальвадорская народная партия      | 47 111  | 9,58  |
| Недействительных/пустых бюллетеней | Недействительных/пустых бюллетеней |         | -     |
| Всего                              | Всего                              | 491 894 | 100   |
| Источник: Nohlen                   |                                    |         |       |